# Seznam nemških dirigentov
Seznam nemških dirigentov.

## A
- Hermann Abendroth
- David Afkham
- Hansjörg Albrecht
- Marc Albrecht

## B
- Johann Sebastian Bach
- Paul Ben-Haim
- Frieder Bernius
- Benjamin Bilse
- Martin Böttcher
- Max Bruch
- Jürgen Budday
- Hans von Bülow

## C
- Miltiades Caridis

## D
- Franz Danzi
- Gerhard Dickel
- Hugo Distler
- Christoph von Dohnányi (1929-)

## E
- Karl Anton Eckert
- Karl Elmendorff
- Christoph Eschenbach

## F
- Jörg Faerber
- Gabriel Feltz
- Dietrich Fischer-Dieskau
- Heiko Mathias Förster
- Justus Frantz
- Wilhelm Furtwängler

## G
- Friedrich Gernsheim
- Reinhard Goebel
- Paul Graener

## H
- Hartmut Haenchen (1943)
- Charles Hallé
- Nikolaus Harnoncourt (1929-2016) (Avstrijec, roj. v Berlinu)
- Thomas Hengelbrock
- Ferdinand von Hiller
- Paul Hindemith
- Heinrich Hollreiser (1913-2006)

## J
- Marek Janowski
- Günter Jena
- Eugen Jochum
- Jürgen Jürgens

## K
- Otto Kade
- Johannes Kalitzke
- Friedrich Kark
- Hugo Kaun
- Joseph Keilberth
- Rudolf Kempe
- Carlos Kleiber
- Erich Kleiber
- Axel Kober
- Achim Koj
- Otto Klemperer
- Hans Knappertsbusch
- Gustav Kneip
- Walter Kollo
- Franz Konwitschny (1901-1962)
- Richard Kraus
- Conradin Kreutzer

## L
- Ferdinand Leitner
- Paul Lincke
- Alexander Lonquich
- Albert Lortzing
- Carl Löwe

## M
- Jun Märkl
- Kurt Masur
- Ingo Metzmacher
- Karl Muck
- Karl Münchinger

## N
- Christian Gottlob Neefe

## O
- Siegfried Ochs
- Eugene Ormandy

## P
- Christof Perick
- Enno Poppe
- Christoph Poppen
- André Previn

## R
- Hans-Christoph Rademann
- Kurt Redel (1918-2013)
- Max Reger
- Carl Reinecke
- Karl Richter
- Hans Richter
- Fritz Rieger
- Julius Rietz
- Helmuth Rilling
- Karl Ristenpart
- Peter Ruzicka

## S
- Kurt Sanderling
- Michael Sanderling
- Thomas Sanderling
- Wolfgang Sawallisch
- Hermann Scherchen
- Johann Gottfried Schicht
- Hans Schmidt-Isserstedt
- Friedrich Schneider
- Peter Schreier
- Norbert Schulze
- Holger Speck
- Louis Spohr
- Horst Stein
- Philipp von Steinaecker
- Helmut Steinbach
- William Steinberg
- Richard Strauss
- Wolfgang Stresemann

## T
- Klaus Tennstedt
- Christian Thielemann
- Siegfried Tiefensee (1922–2009)

## V
- Lars Vogt

## W
- Richard Wagner
- Rudolf Wagner-Régeny
- Siegrfried Wagner
- Bruno Walter
- Günter Wand
- Bruno Weil
- Michael Wendeberg
- Jörg Widmann
- Wilhelm Friedrich Wieprecht

## Z
- Christian Zacharias
- Friedrich Zaun
- Carl Friedrich Zelter
- Hans Zender
- Hermann Zilcher
- Udo Zimmermann